# Javier Arizmendi
Ángel Javier Arizmendi de Lucas (født 3. marts 1984 i Madrid, Spanien) er en spansk tidligere fodboldspiller (angriber/kantspiller). Han spillede én kamp for Spaniens landshold, en venskabskamp mod England 7. februar 2007. På klubplan tilbragte han størstedelen af sin karriere i hjemlandet, hvor han blandt andet repræsenterede Atlético Madrid, Deportivo La Coruña og Valencia.

## Titler
Copa del Rey
- 2008 med Valencia